# Оксфордшир
О́ксфордшир (англ. Oxfordshire [ˈɒksfərdʃər] или [ˈɒksfərdʃɪər]) — церемониальное неметропольное графство на юге Англии. Входит в состав региона Юго-Восточная Англия. Столица и крупнейший город — Оксфорд. Население — 620 тыс. человек (35-е место среди графств; данные 2007 г.).
Граничит с Уорикширом на северо-западе, Нортгемптонширом на северо-востоке, Бакингемширом на востоке, Беркширом на юге, Уилтширом на юго-западе и Глостерширом на западе.
В графстве развиты образовательная и туристическая отрасли, а также расположены компании, занимающихся автоспортом, производством автомобилей и технологиями. Расположенный на его территории Оксфордский университет признан одним из ведущих университетов мира.

## География
Общая площадь территории 2605 км² (22-е место среди церемониальных графств и 19-е место среди неметропольных графств).

## Административное деление
Оксфордшир делится на 5 административных районов:
|  | 1. Сити-оф-Оксфорд 2. Чаруэлл 3. Саут-Оксфордшир 4. Вейл-оф-Уайт-Хорс 5. Уэст-Оксфордшир |

## Политика и власть
Охраной правопорядка в графстве занимается территориальное отделение полиции «Темз Вэлли Полис». Штаб-квартира отдела находится в деревне Кидлингтон вблизи Оксфорда.